# Eriphioidea
Los Eriphioidea son una superfamilia de crustáceos de la clase malacostraca y del infraorden brachyura, se compone de 6 familias: Dairoidiae, Eriphiidae, Hypothalassiidae, Menippidae, Oziidae  y Platyxanthidae.
Este taxón agrupa un gran número de caracteres presentes en los individuos, entre los cuales se hallan las marcadas diferencias de tamaño entre la quela derecha e izquierda, donde la más grande posee una protuberancia similar a la de un diente; otra diferencia es el ancho del abdomen del macho.